# Monachoda grossa
Monachoda grossa es una especie de insecto blatodeo de la familia Blaberidae, subfamilia Blaberinae.

## Distribución geográfica
Se pueden encontrar en Brasil.

## Sinónimos
- Blatta grossa Thunberg, 1826.
- Monachoda crassimargo Burmeister, 1838.

Pese a la homonimia, no corresponde con la Monachoda grossa identificada por Burmeister.